# Monte Águila
Monte Águila este un oraș chilian situat în Regiunea Bío-Bío, în municipiul Cabrero, la 5 km sud de orașul cu același nume. A fost capul dispărutului Sucursala Feroviară Monte Águila - Polcura, ceea ce îl face o locație recunoscută de industria feroviară. Acesta cuprinde o populație de 6.090 de locuitori.

## Originea numelui orasului
Conform povestii despre localnici din zonă care au trăit în prima jumătate a secolului al Secolul al XX-lea, numele "Monte Águila" este numele lonco Ñancomawuida, în Mapudung înseamnă "Monte de las águilas" (în limba spaniolă, Mount de Vultur).

## Istorie

### Naștere
Istoria datează din existența unor aborigine, grupate în sectorul actual de Monte Águila, aparținând subdelegării de la Yumbel. Primii locuitori ai acestui oraș erau un grup de aborigani, cei care locuiau în mijlocul celor mai nisipoase și deșert teritorii, cu vegetație redusă, cunoscute după etnie ca Coyunches "Oameni din zonele nisipoase". Acești localnici au fost conduși de lonco Ñancomawida, care, împreună cu oamenii lor, nu au fost acceptați în ferma care sa dezvoltat în acest sector, ca și dulgherii care lucrau acolo. În 1852, acest grup de localnici este forțat să părăsească aceste ținuturi, deoarece prin decret suprem, președintele de atunci, dl. Manuel Bulnes Prieto, în mandatul său din 1841-1851, dă drumul colonizării străine a terenurilor ocupate de Mapuches, permițând astfel sosirea coloniilor germane, italiene și franceze. Au existat câteva revolte Mapuche, cu scopul de a-și recupera teritoriile, cu scopul de a recupera terenurile pline de pedeapsă, între 1880 și 1882, și de aceea Ñancomawida și oamenii săi s-au alăturat procesului progresiv de înstrăinare a pământului, în represalii abuzurile și puținele comise de noii locuitori. Mai târziu, liderul acelui grup de indieni, Ñancomawuida dispare, fără să știe mai multe despre el.

### Secolul al XX-lea
După războiul cu sare (1880), orașul a servit pentru transferul și expedierea armamentului. De asemenea, recruții au fost transportați în vagoane spre destinațiile lor. Încă din 1887, a fost construită o linie de cale ferată între Monte Águila și orașul argentinian Neuquén, care a contribuit la o mare creștere economică și socială în oraș. O piatră de hotar importantă în consolidarea orașului Monte Águila ca oraș a fost construcția Ramalului, care a legat orașul cu orașul argentinian Polcura. Trans-Orbita, care a început în 1905 și care leagă China și Argentina și a fost finanțată de chilianul Porfirio Ahumada și partenerii săi, argentinii Carlos Viel, Martin Worman și Horacio del Río, au contribuit, de asemenea, la relansarea economică a orașului.

## Galerie

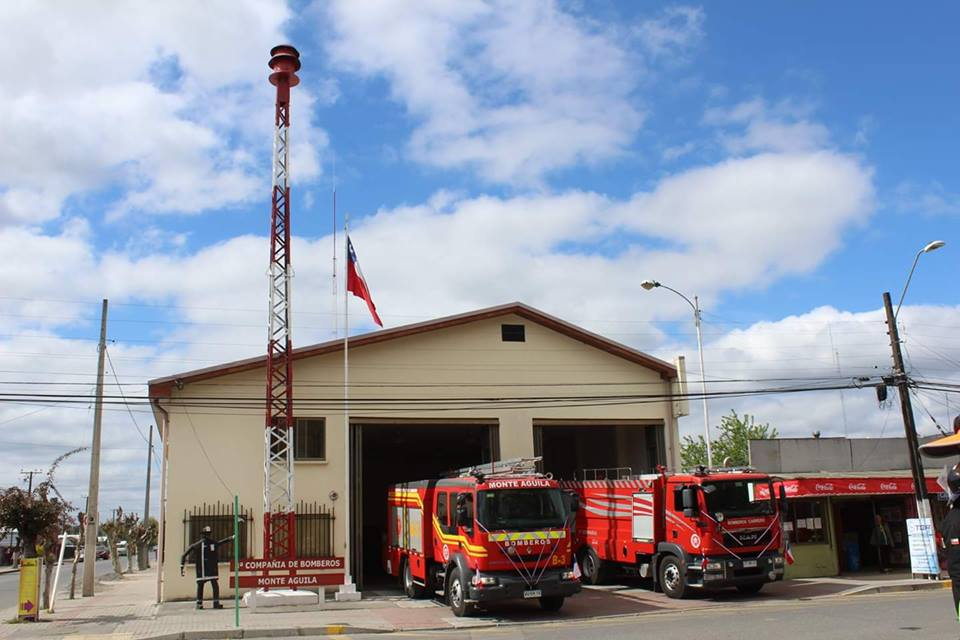
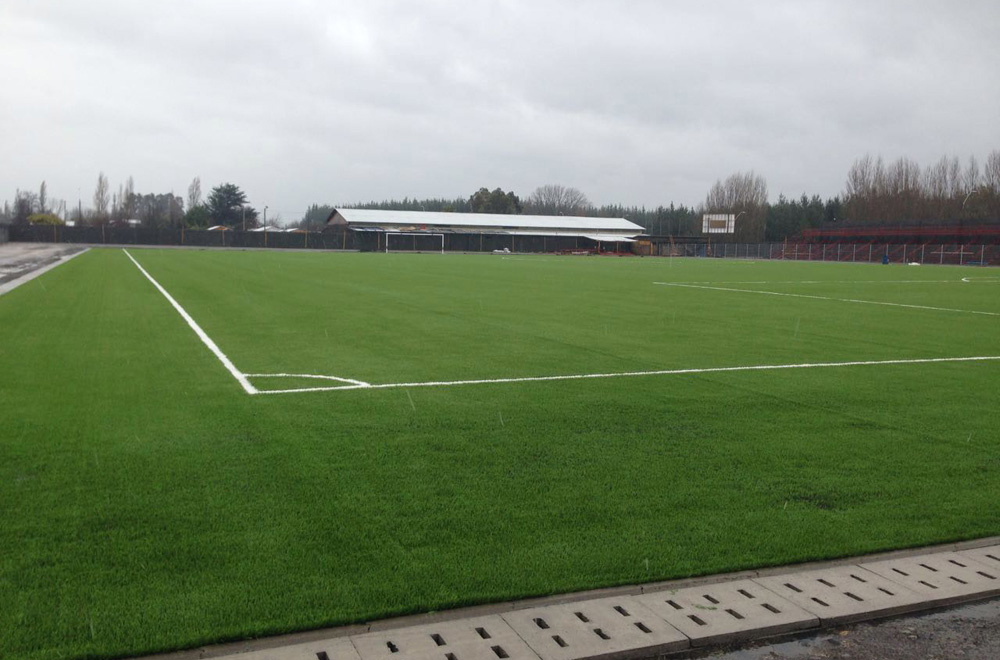
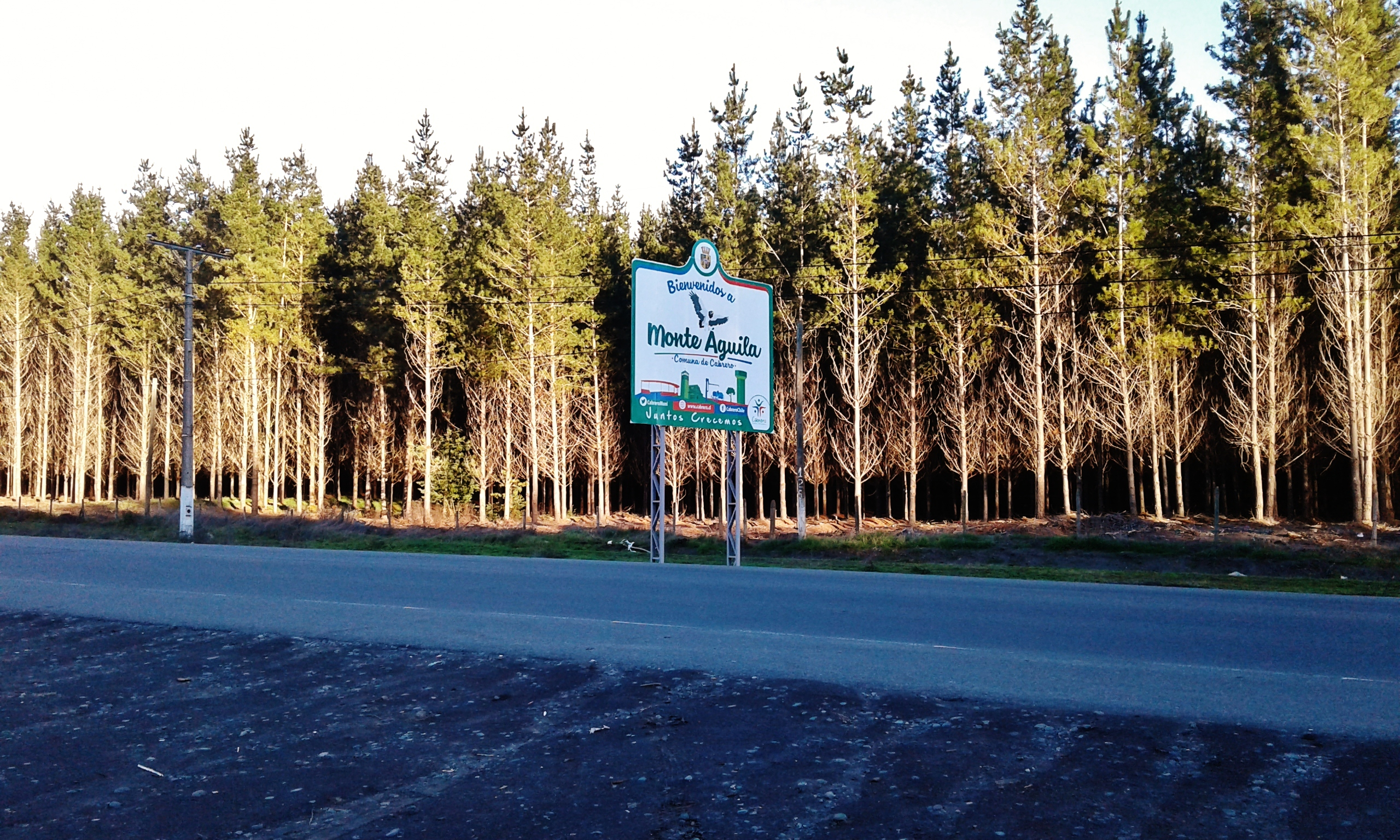
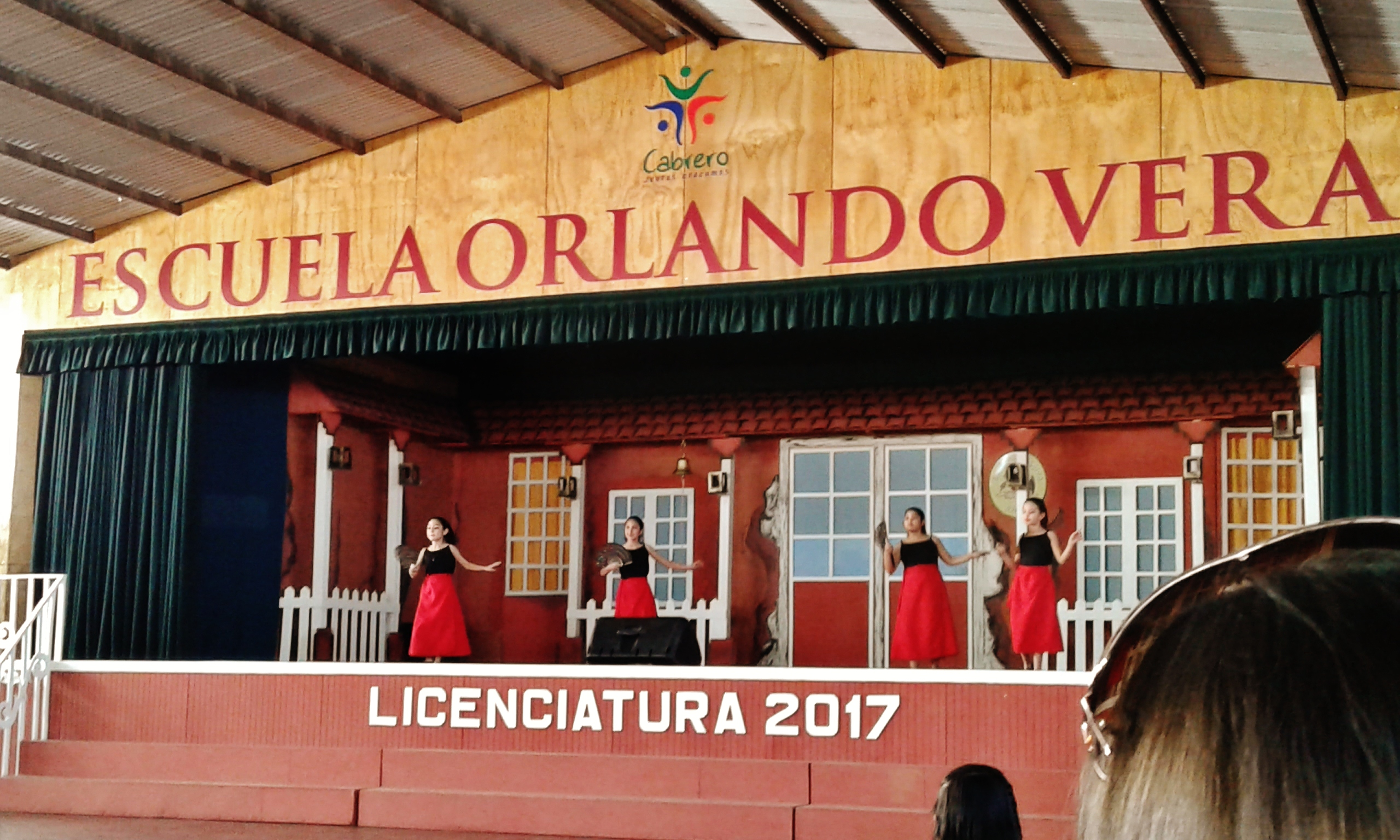
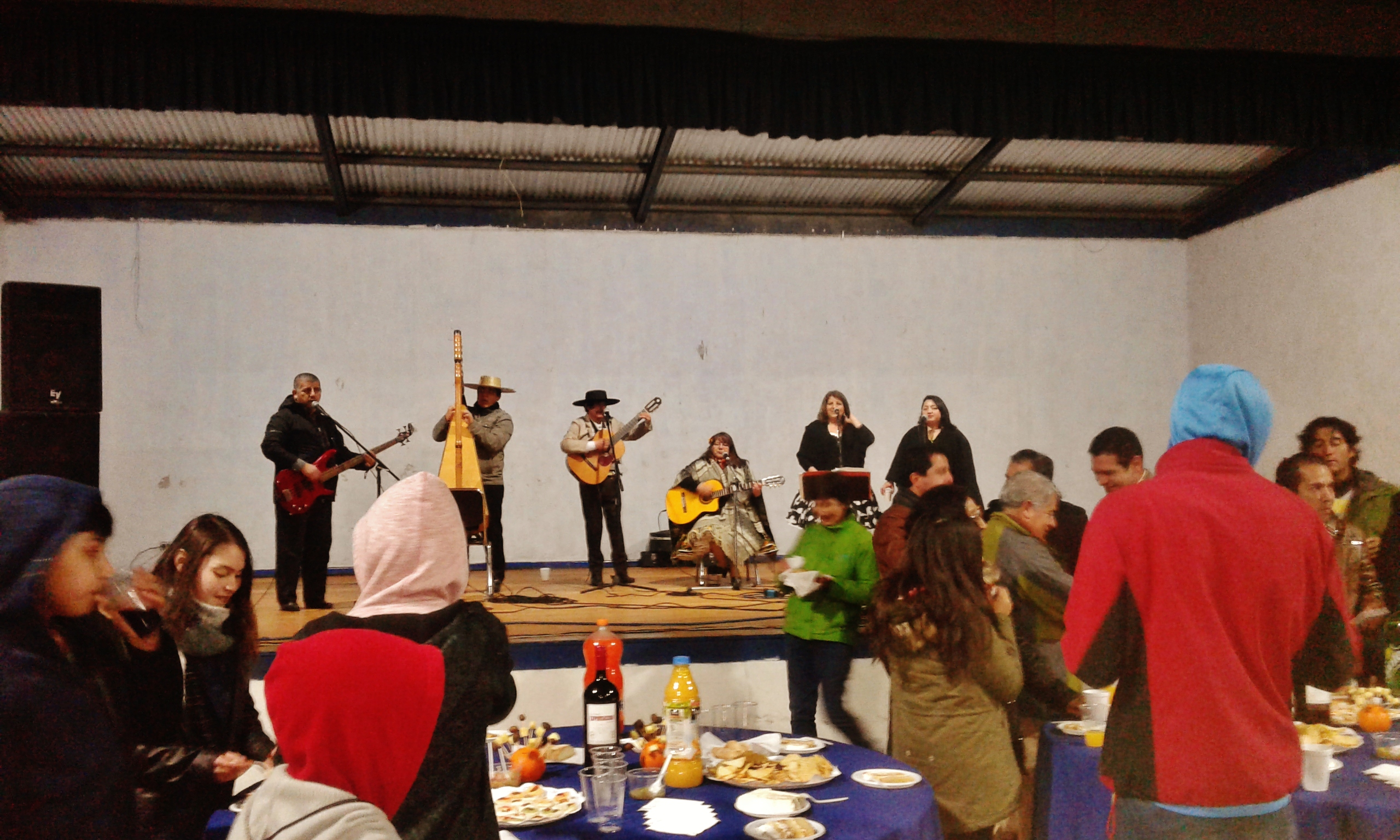
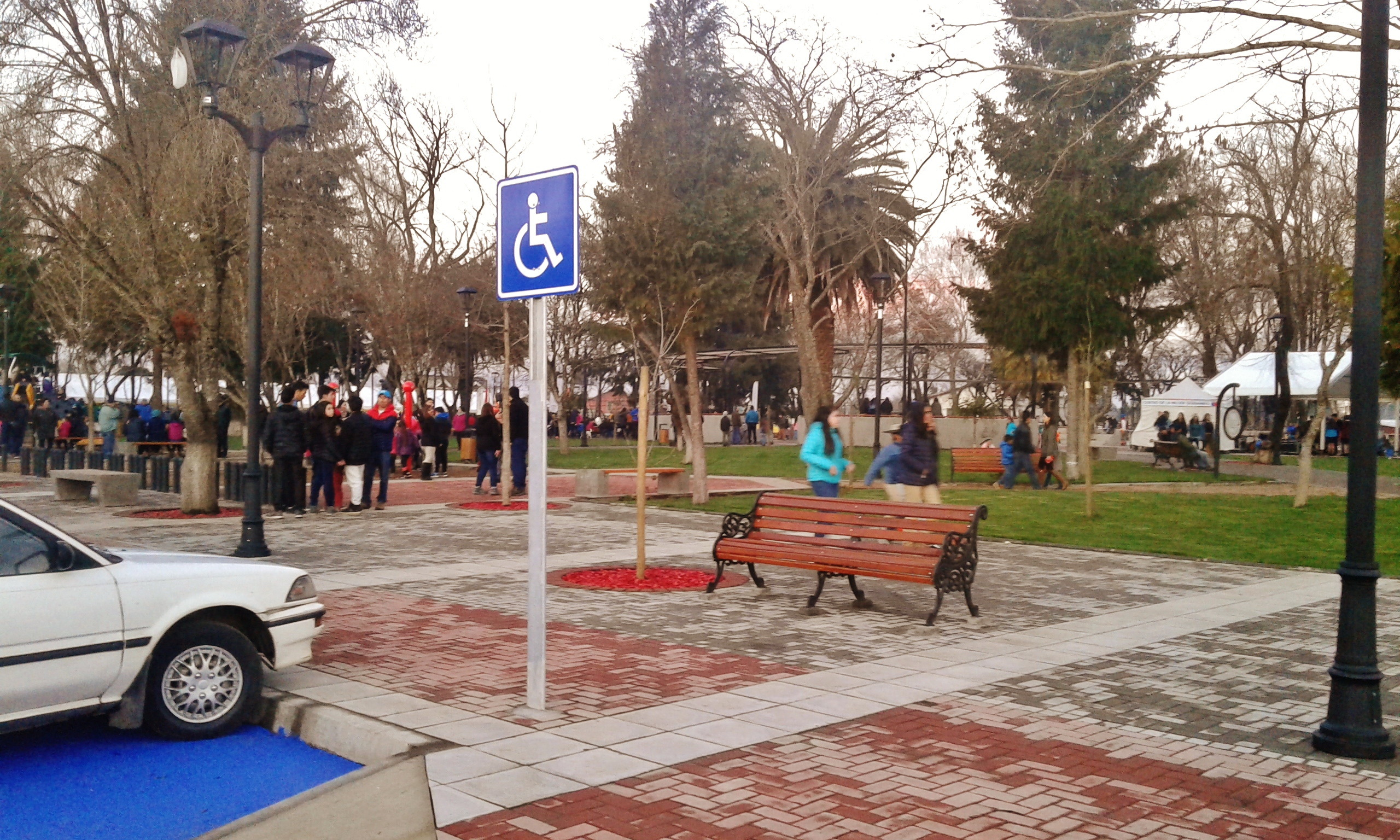
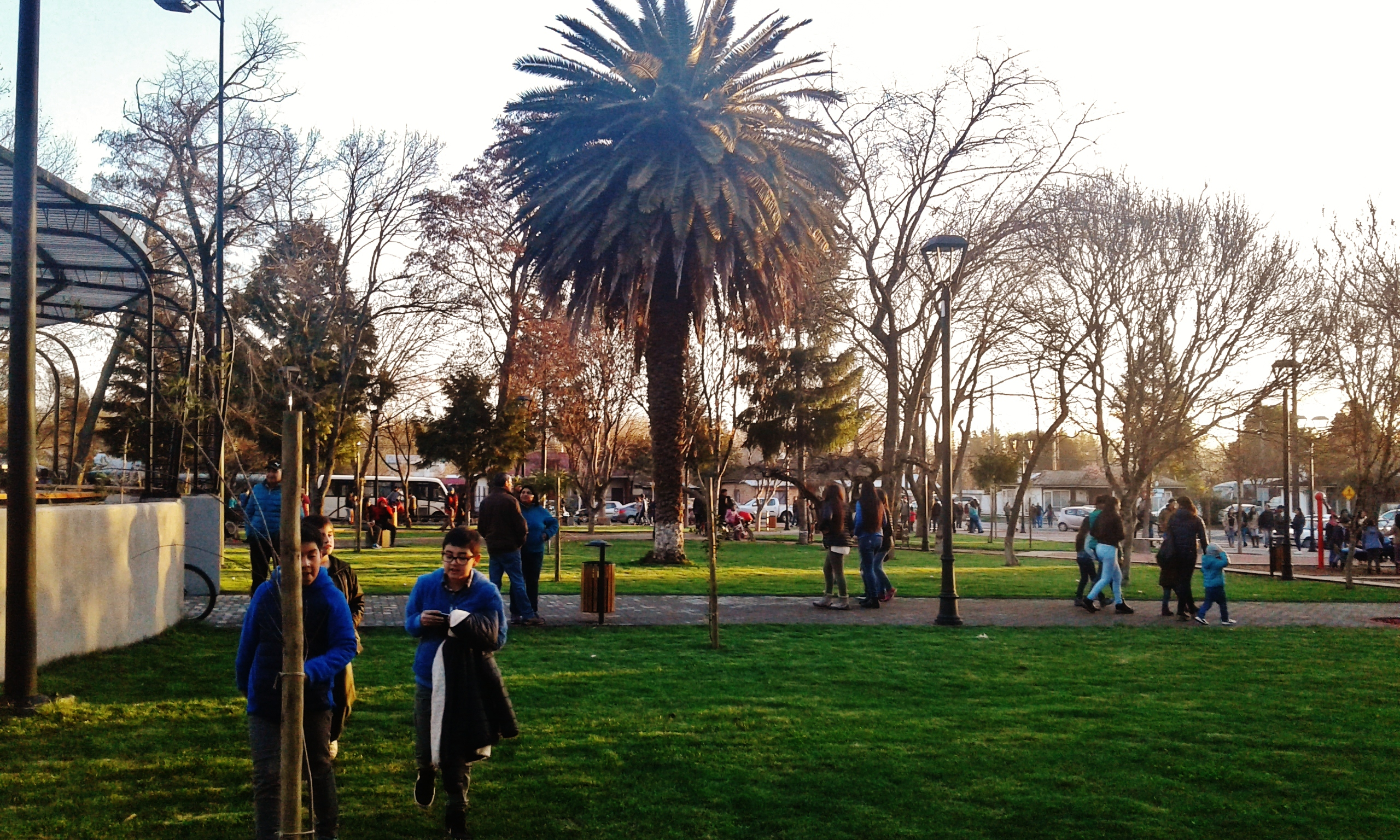
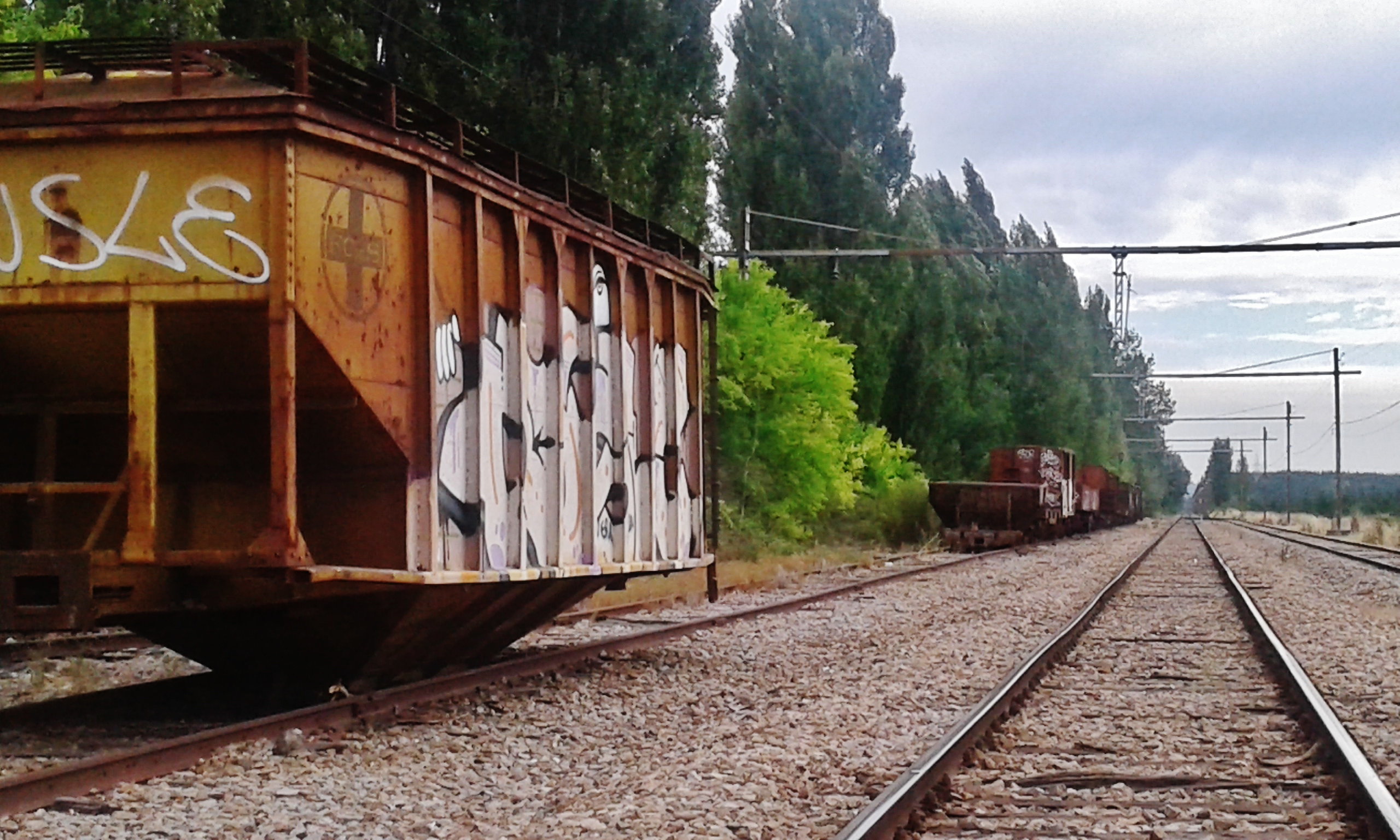